# Кызылжулдуз (Костанайская область)
Кызылжулдуз (каз. Қызылжұлдыз) — село в Костанайской области Казахстана. Находится в подчинении городской администрации Аркалыка. Входит в состав Кайындинского сельского округа. Код КАТО — 391653200.

## Население
В 1999 году население села составляло 374 человека (194 мужчины и 180 женщин). По данным переписи 2009 года, в селе проживали 283 человека (148 мужчин и 135 женщин).